# Ramón Garrido Martínez
Ramón Garrido Martínez (Úbeda, Jaén, 1961) es un escultor contemporáneo del siglo XX y XXI, arquitecto. Es arquitecto con máster en proyectos arquitectónicos.

## Biografía
Arquitecto y artista plástico conceptualista, Ramón Garrido nace en Úbeda, Jaén, en 1961, y desde su juventud comienza a presentar acuarelas en certámenes provinciales y nacionales. En 1980 se traslada a Sevilla para cursar la carrera de arquitectura. Fue en Sevilla, en el taller de Juan Casado, donde nace su fascinación por la materia en estado espontáneo. Allí entra en contacto con artistas como Paco Molina, Miguel Pérez Aguilera, Antonio Damián o Pilar García. En 1986 se licencia en arquitectura por la ETSA de Sevilla. En 1991, becado por la Fundación Antonio Camuñas, se traslada a Madrid para la realización de un máster en proyectos arquitectónicos, participando en diversos cursos y talleres entre los que destacan los de Asís Cabrero, Francisco Bellosillo, Javier Carvajal, Pérez Pita o Javier Arroyo.

## Trayectoria Artística, Exposiciones
- 1993
- Sala de exposiciones Colegio de Arquitectos de Jaén. Proyecto Causalidad-Casualidad. (Individual).

- 1994
- Galería Muralla de Úbeda. Presentación al grupo literario Cuadernos del Roldán. (Indiv.).

- 1995
- Exposición proyecto Arte Básico-Elemental en la fundación Fidas, pabellón de Finlandia, Isla de la Cartuja, Sevilla. Performance Intro con Ana Morgal y José Montesinos. (Indiv.).
- Exposición proyecto Falro, Ajuntament de Calaf. Accésit, al concurso del Parque Norte en Úbeda. (Colectiva).

- 1996
- Palacio Congresos y Exposiciones Hospital de Santiago, Sala Pintor José Elbo. Úbeda.
- Proyecto Recuperación y Materia. Ajuntament de Calaf. (Colect.).[1][2][3]

- 1997
- Galería de Arte Atarazanas. Universidad Internacional de Andalucía sede Antonio Machado de Baeza.
- Proyecto "El nou fanal de L’Eixample" Centro Cultural "Casa Elisalde" Excmo. Ayuntamiento de Barcelona.[4][5][6][7][8][9]

- 1998
- Manifiesto Foro Úbeda Abierta.
- Proyecto monumento Puerta del Poeta. Baeza.
- Fundación La General. Sala de Exposiciones. Úbeda.

- 1999
- Exposición "News". 16 artistas contemporáneos de Andalucía. Galería Palmeras del limonar. Arquitectos de Málaga.[10]
- Universidad de Granada. Corrala de Santiago.[11][12]

- 2000
- Videoinstalación "Líneas y Puntos". Tercera Muestra de Arte Contemporáneo Proyecto Doña Mencía. Córdoba.[13][14][15]
- Certamen Jácena. Fundación La General. Jaén.
- IV Bienal de pintura Ciudad de Albacete. Museo Municipal de Albacete.
- Certamen de escultura Jacinto Higueras. Museo Jacinto Higuera. Santisteban del Puerto, Jaén.
- Aproximación al Arte en el umbral del siglo XXI en el Museo provincial de la Consejería de Cultura de la Junta de Andalucía en Jaén.
- Exposición Arte Religioso Contemporáneo. Obispado de Jaén. Centro Cultural Miguel Castillejo. Jaén.
- "Úbeda Forma y Color". Excmo. Ayuntamiento de Úbeda. Palacio de Congresos y Exposiciones Hospital de Santiago. Úbeda.

- 2001
- Segundo encuentro de artistas. Plaza del Ayuntamiento de Linares.[16][17][18]
- V Muestra de Arte Moderno Museo Jacinto Higueras. Santisteban del Puerto.

- 2002
- Ofrendas. Sala de Exposiciones. Caja de Extremadura. Cáceres.[19][20][21][22][23]
- Dos, Tres, Cuatro. Muestra de primavera. Taller Oyarkandal. Úbeda.
- Dos, Tres, Cuatro. Muestra de otoño. Taller Oyarkandal. Úbeda.

- 2003
- Expresión del instante (indiv.) "A las Doce en punto" Colegio de Arquitectos de Jaén.[24][25]
- Úbeda Forma y Color (Colect). Centro Cultural "Hospital de Santiago" Úbeda.

- 2004
- Búsquedas Encuentros "In memóriam". Exposición itinerante por los centros culturales de la Caja de Granada.

- 2005
- Soplo de Viento. Museo Provincial de Jaén.[26]

- 2006
- La incoherencia de lo Absurdo. Diputación Provincial de Jaén. Palacio de Villadompardo.

- 2007
- Recuperación y Materia. Itinerante en los Centros Territoriales de Andalucía de Canal Sur.
- Veo no veo. Arte Total. Palacio de Congresos y Exposiciones de Jaén.
- Art Jaén. Con la Galería Muralla. Palacio de Congresos y Exposiciones de Jaén.

- 2008
- Arqueología de Objetos. Junta de Andalucía, Museo arqueológico de Úbeda.[27]

- 2009
- Colores y Palabras. Colegio Oficial de Arquitectos de Jaén.[28]

- 2010
- Tiempos de Crisis -Color Amarillo-. Real Círculo de la Amistad de Córdoba.[29]
- Ar, Er, Ir, Verbos en infinitivo. Centro Cultural Hospital de Santiago. Úbeda.

- 2011
- Sky Gallery arts Barcelona.
- Shou art Tarragona, galería arte expresión.
- Art Cuestión Orense.

- 2012
- Faim art Palacio de congresos Madrid.
- Sala Morillo Madrid y Galería Bellange de Estocolmo.
- Marbart 2012 Galería Jaime Román Málaga.

- 2013
- Palacio Congresos Hospital Santiago Úbeda.

- 2014
- IV Bienal Art Mostre 2014 itinerante durante 2014-15 por municipios de la Comunidad Valenciana.
- ArtJaen 2014 International Contemporary Art Fair.
- Abierto en acción instalación y performance en la Plaza de Santa María de Jaén Frente a la Catedral.
- Museo Provincial de Jaén.

- 2015
- Durante el curso académico 2014-15, itinerante por los centros SAFA Andalucía para realizar un proyecto integral, exponiendo la instalación "El Monecillo" y dos más y con una nueva forma de mirar, trabajar desde las diferentes disciplinas académicas y edades.